# سوه سونغ إن
سوه سونغ إن (هانغل: 서성인) مواليد 18 يوليو 1959 في سول، هو ملاكم محترف كوري جنوبي معتزل. حقق بطولة الاتحاد الدولي للملاكمة.

## إحصائيات
خاض خلال مسيرته 27 نزالا، فاز في 22 ولم يتعادل وخسر في 5. فاز بالضربة القاضية في 9 نزالات.

## روابط خارجية
- سوه سونغ إن على موقع بوكس ريك (الإنجليزية) (registration required)